# Autosomal-rezessive Makrothrombozytopenie
Die Autosomal-rezessive Makrothrombozytopenie ist eine zur Gruppe der Makrothrombozytopenien gehörige angeborene Form der Thrombozytopenie, eines Mangels an Blutplättchen aufgrund eines Gendefektes. Bei einer Makrothrombozytopenie sind die vorhandenen Blutplättchen abnormal groß.
Synonyme sind: englisch Bleeding Disorder, Platelet-Type, 19; BDPLT19
Die Erstbeschreibung stammt aus dem Jahre 2014 durch die französischen Ärzte Vladimir T. Manchev und Mitarbeiter.

## Verbreitung
Die Häufigkeit wird mit unter 1 zu 1.000.000 angegeben. Die Vererbung erfolgt autosomal-rezessiv.

## Ursache
Der Erkrankung liegen Mutationen im PRKACG-Gen auf Chromosom 9 Genort q21.11 zugrunde.

## Klinische Erscheinungen
Klinische Kriterien sind:
- Krankheitsbeginn im frühen Kindesalter
- Blutungsneigung aufgrund der Thrombozytopenie, Symptome s. dort.